# Campuac
Campuac (okzitanisch gleichlautend) ist eine französische Gemeinde mit 452 Einwohnern (Stand: 1. Januar 2022) im Département Aveyron in der Region Okzitanien (vor 2016 Midi-Pyrénées) Sie gehört zum Arrondissement Rodez und zum Kanton Lot et Truyère. Die Einwohner werden Campuacois genannt.

## Geographie
Campuac liegt etwa 22 Kilometer nordnordöstlich von Rodez. Umgeben wird Campuac von den Nachbargemeinden Golinhac im Norden und Osten, Sébrazac im Südosten, Villecomtal im Süden und Südwesten, Saint-Félix-de-Lunel im Westen sowie Espeyrac im Nordwesten.

## Bevölkerungsentwicklung
| Jahr                       | 1962 | 1968 | 1975 | 1982 | 1990 | 1999 | 2006 | 2019 |
| Einwohner                  | 508  | 494  | 530  | 510  | 496  | 438  | 447  | 451  |
| Quellen: Cassini und INSEE |      |      |      |      |      |      |      |      |

## Sehenswürdigkeiten
- Kirche Saint-Pierre-ès-Liens aus dem 19. Jahrhundert

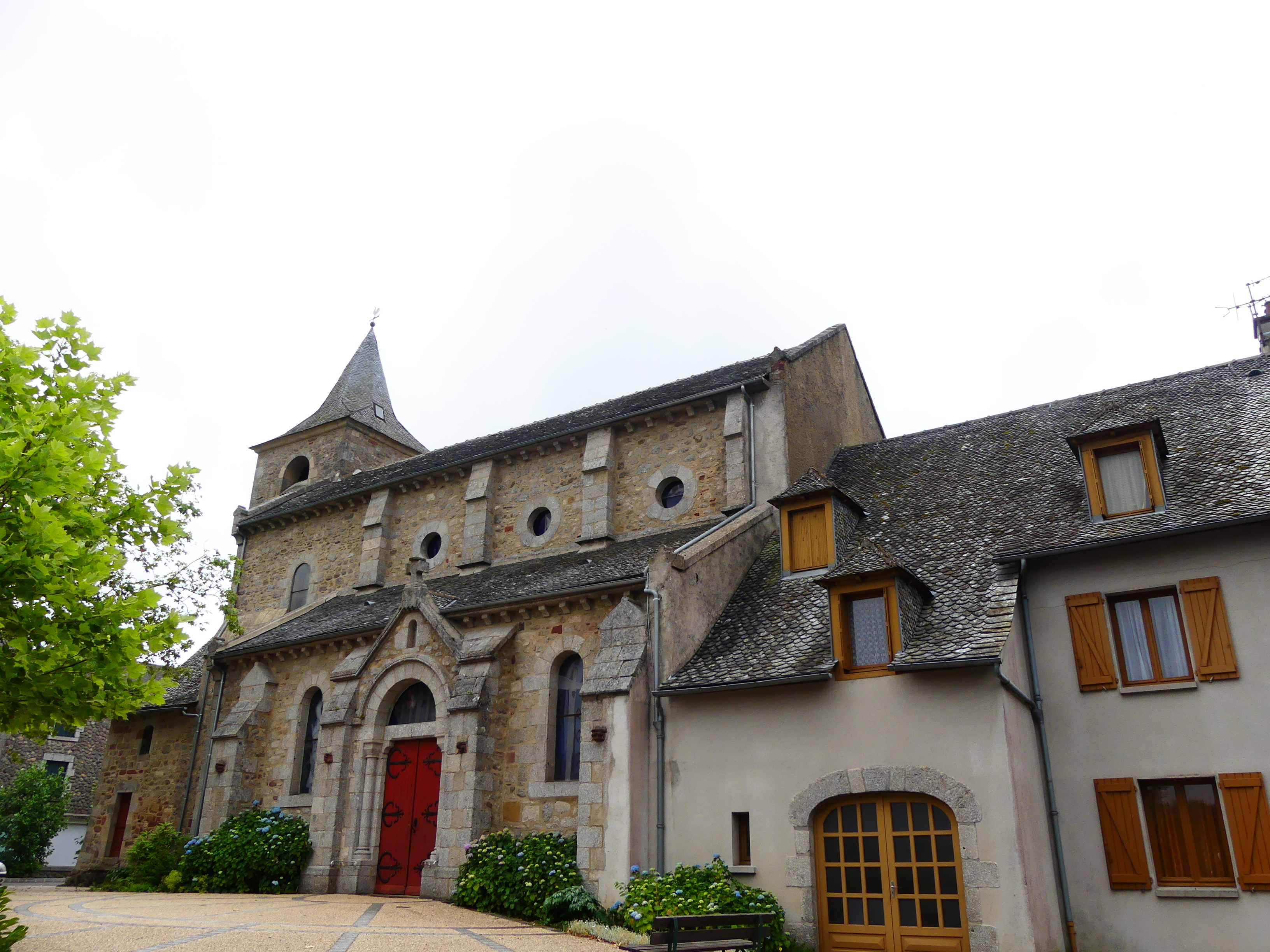
Kirche Saint-Pierre-ès-Liens